# Neon Pill
Neon Pill è il sesto album in studio del gruppo rock americano Cage the Elephant. È stato pubblicato il 17 maggio 2024 dalla RCA Records. È il primo album della band in cinque anni, dopo l'uscita di Social Cues (2019).
L'elenco completo dei brani dell'album è stato annunciato dai Cage the Elephant sui social media il 19 marzo 2024.

## Promozione
L'album è stato preceduto dall'uscita della traccia del titolo come singolo principale il 19 gennaio 2024. La canzone è stata la prima uscita della band in cinque anni. Il secondo singolo, Out Loud, è stato pubblicato il 29 febbraio 2024 contemporaneamente all'annuncio dell'album. Il terzo e il quarto singolo, Good Time e Metaverse, furono pubblicati rispettivamente il 5 aprile e il 3 maggio.
Al momento del rilascio, Neon Pill ha ricevuto recensioni generalmente positive dalla critica. Su Metacritic, che assegna una valutazione normalizzata su 100 sulla base delle recensioni delle pubblicazioni tradizionali, l'album ha un punteggio medio di 71 sulla base di sei recensioni, indicando "recensioni generalmente favorevoli".

## Tracce
1. HiFi (True Light) – 3:22
2. Rainbow – 3:15
3. Neon Pill – 3:21 (Bockrath, Champion, Minster, B. Schulz, M. Schulz, Tichenor, Vlad Holiday)
4. Float Into the Sky – 3:58
5. Metaverse – 2:14 (Bockrath, Champion, Minster, B. Schulz, M. Schulz, Tichenor, Jermaine Armstead, Holiday)
6. Out Loud" – 3:20 (M. Shultz, Caitlyn Smith))
7. Ball and Chain – 2:46
8. Good Time – 3:07
9. Shy Eyes – 3:12
10. Silent Picture – 3:45
11. Same – 2:58
12. Over Your Shoulder – 3:17 (Bockrath, Champion, Minster, B. Schulz, M. Schulz, Tichenor, Holiday)